# Satellittelefon

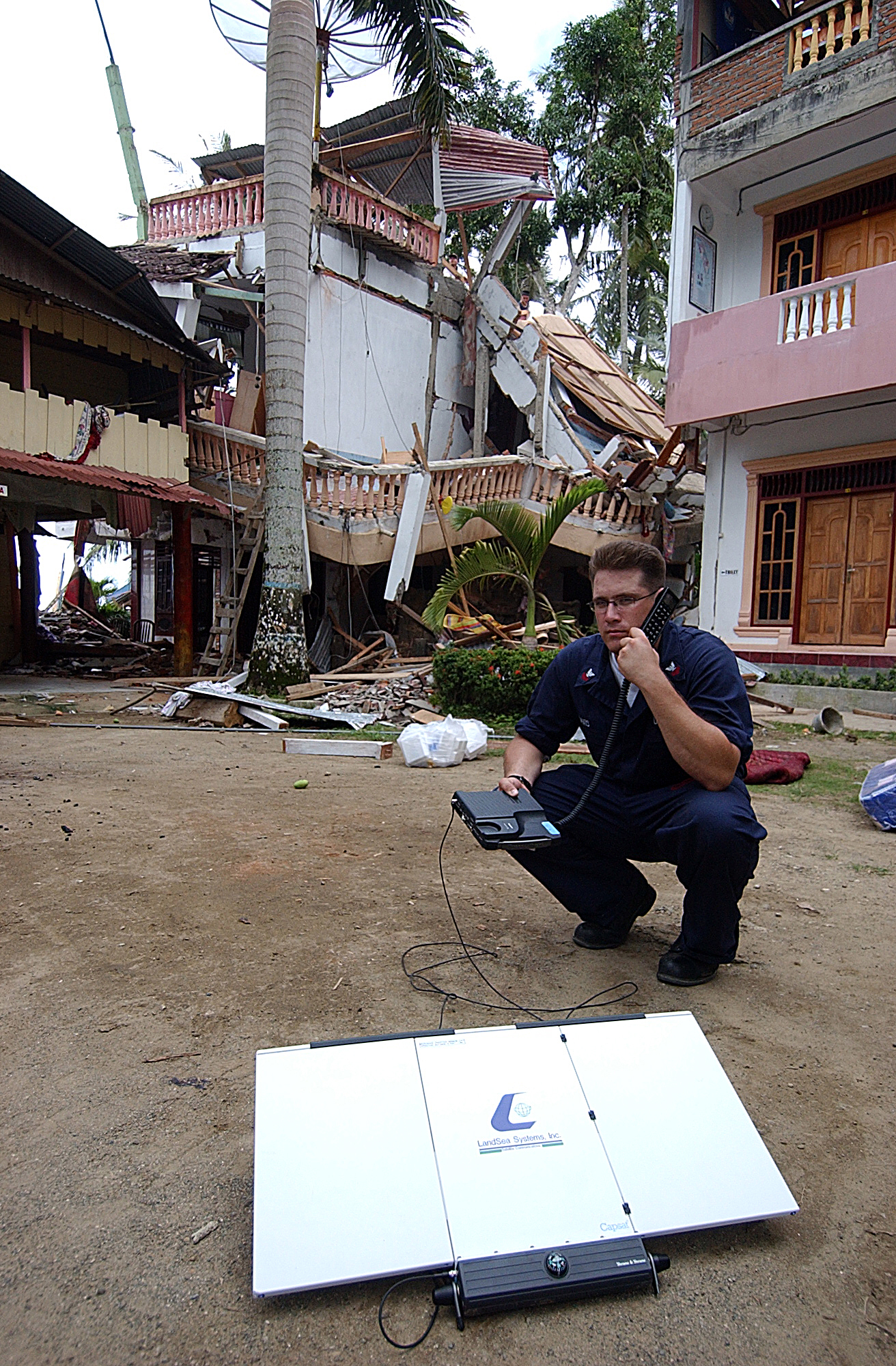
Satellittelefon (Inmarsat)

En satellittelefon är en portabel telefon som kommunicerar direkt med kommunikationssatelliter i bana runt jorden. Beroende på vilket system som används, kan en satellittelefon ha täckning i allt från en begränsad region till globalt över hela världen.
En modern satellittelefon är ungefär lika stor som en större mobiltelefon. Tidigare modeller var betydligt otympligare och hade ofta även en stor teleskopisk antenn. I dag har telefonerna blivit betydligt mindre. Satellittelefoner används flitigt av människor som vistas på avlägsna platser eller på platser som av andra skäl saknar pålitliga kommunikationssystem. Exempel på användare av satellittelefoner är journalister, äventyrare och forskare.
Satellittelefoner finns också ofta ombord på fartyg och ibland på flygplan. På fartyg och på andra platser där stora installationer inte är ett problem, omfattar satellittelefonen ofta ytterligare utrustning som kan optimera täckning och kvalitet, såsom styrbara antenner.
I Sverige kopplades det första satellitsamtalet upp den 28 juni 1965, då via kommunikationssatelliten Early Bird. Samtalet gick mellan telestyrelsens sessionssal i Stockholm och den svenska ambassaden i Washington, D.C.. En av de saker man var tveksam till, var det faktum att det blev en fördröjning på ungefär en halv sekund mellan fråga och svar. Förklaringen låg i att det tog en fjärdedels sekund för radiovågorna att först gå från Stockholm till Comwell i England med kabel, därefter upp till Early Bird som befann sig 36 000 kilometer ovanför Atlanten och så ner till den amerikanska mottagarstationen.

## Olika teknologier och system

### Geostationära system
Vissa satellittelefonsystem använder sig av satelliter i geostationär bana. Dessa system kan uppnå en nästan global täckning med blott tre eller fyra satelliter, vilket reducerar kostnaden för systemet eftersom satelliter och uppskjutning av satelliter är mycket kostsamt. Inmarsat använder sig av geostationära satelliter.
En nackdel med geostationära satellitelefonsystem var tidigare att de av fysikaliska skäl krävde relativt stora antenner i jämförelse med vanliga mobiltelefoner. Detta har dock ändrats radikalt den senaste tiden och i dag använder exempelvis system såsom Thuraya små telefoner från Hughes och Motorola som inte skiljer sig mycket från vanliga mobiltelefoner i storlek.

### Satelliter i låg bana
En annan typ av satellittelefonisystem, LEO, använder sig av satelliter i låg bana. Ett fullt utbyggt sådant system har möjlighet att ge global täckning utan glapp, och kräver inte lika stor telefonutrustning som system av geostationär typ, vilket innebär att de flesta genuint portabla satellittelefoner är av LEO-typ. LEO satelliter ligger i en bana runt jorden på relativt låg höjd och med hög hastighet. LEO-satelliter ligger vanligen 640 till 1220 kilometer över jordytan, och har en omloppstid på 70 till 90 minuter.
För närvarande finns två satellittelefonsystem av LEO-typ, Iridium och Globalstar. Båda systemen har konkurser bakom sig på grund av höga uppstartskostnader som inte kunde täckas av tillräckliga abonnemangsintäkter, men drivs nu av nya ägare som fick köpa systemen för en bråkdel av den summa de initialt kostade.